# Your baby ain't your baby anymore
Your baby ain’t your baby anymore is de meest succesvolle single van Paul Da Vinci in het Verenigd Koninkrijk, Nederland en België. Da Vinci kwam met dit liedje toen hij min of meer door The Rubettes aan de kant was geschoven. Dat maakte voor zijn muziek niets uit. Ook hier gebruikte hij zijn hoge falsettostem. De drie genoemde landen hadden daar genoeg van. Net als de muziek van The Rubettes verdween Da Vinci relatief snel van het hitpodium. De single werd in Nederland gepromoot met optredens in AVRO's Toppop en VPROs Discohoek van Sjef van Oekel. In dat laatste programma trad hij op vlak voor Donna Summer met The hostage.

## Hitnoteringen
In Engeland bleef het zijn enige hit. In acht weken notering haalde het de 20e plaats. In Nederland liep de single beter.

### Nederlandse Top 40
| Positie: | 23 | 13 | 9 | 5 | 4 | 4 | 6 | 11 | 21 | 36 | 29 | uit |

### NederlandseNationale Hitparade
| Positie: | 26 | 13 | 7 | 5 | 4 | 7 | 8 | 9 | 25 | uit |

### BelgischeBRT Top 30
In deze lijst werd Da Vinci dwarsgezeten door George McCrae met Rock your baby en ... The Rubettes met Tonight.
| Positie: | 10 | 11 | 8 | 7 | 5 | 3 | 6 | 20 | 22 | uit |

### VlaamseUltratop 30
| Positie: | 26 | 10 | 9 | 8 | 5 | 6 | 6 | 8 | 12 | 20 | uit |

### NPO Radio 2 Top 2000
Your baby ain't your baby anymore stond alleen in 2000 in de NPO Radio 2 Top 2000, op plek 1956.